# 尼克·拉奇
尼克·拉奇（Nicholas Scott "Nick" Lachey，/ləˈʃeɪ/ lə-SHAY；1973年11月9日—）是美國的一位歌手、演員、製作人和電視節目主持人。他曾是偶像團體98 Degrees的成員。他的前妻是潔西卡·辛普森。

## 外部連結
- Nick Lachey在互联网电影资料库（IMDb）上的資料（英文）
- Nick Lachey Official Website （页面存档备份，存于）